# Minh Mạng
Kaiser Minh Mạng (Hán tự: 明命; * 25. Mai 1791 in Huế; † 20. Januar 1841 ebenda) war vom 14. Februar 1820 bis zu seinem Tod der zweite Kaiser der vietnamesischen Nguyễn-Dynastie. Sein Geburtsname Name war Nguyễn Phúc Đảm, als Ärabezeichnung wählte er Minh Mạng.

## Biografie
Minh Mạng war ein jüngerer Sohn des Kaisers Gia Long, dessen ältester Sohn, Kronprinz Canh, während des Nguyễn-Krieges um den Thron starb. Minh Mạng war für seinen Widerstand gegen das Engagement der Franzosen in Vietnam und für seine rigide konfuzianische Orthodoxie bekannt.
Wie alle Nguyễn-Kaiser musste er mit einigen Bauernrevolten zurechtkommen, aber er schaffte es, diese zu unterdrücken. Die ernsthafteste Bedrohung kam jedoch von einem der treuesten Statthalter seines Vaters und einem Nationalhelden Vietnams, Le Van Duyet. Duyet gewann den Krieg für die Nguyễn-Streitkräfte bei Qui Nhơn und wurde von Gia Long als Regent im Süden eingesetzt, mit der Freiheit, zu regieren und mit ausländischen Mächten zu verhandeln. Duyet hatte sich der Inthronisierung von Minh Mạng entgegengestellt, der gegen Einflüsse von Ausländern und Christentum gewaltsam vorging, da dies ein Verrat an denselben Leuten sei, die Gia Long zum Thron verholfen hätten.
Le Van Duyet starb jedoch, bevor Minh Mạng gegen ihn vorgehen konnte, aber in einem erniedrigenden Racheakt schändete 1832 Minh Mạng Duyets Grab und entehrte seine Überreste öffentlich. Diese Tat, vor allem in der konfuzianischen Gesellschaft erniedrigend, brachte Duyets Sohn, Le Van Khoi, dazu, eine Rebellion gegen Minh Mạng anzuführen. Der christliche Missionar Joseph Marchand kämpfte ebenfalls auf Khois Seite. Für die Nguyễn-Dynastie war es eine ausweglose Situation, als auch Thailand die Möglichkeit ergriff, den südlichen Teil Vietnams zu überfallen. Die Nguyễn-Streitkräfte waren nur begrenzt fähig, die Attacke zurückzuweisen und die Rebellen zu unterdrücken.
Obwohl diejenigen, die Kaiser Minh Mạng trafen, immer zustimmten, dass er persönlich ein weiser und vornehmer Mann sei, hatte seine harsche Politik gefährliche Auswirkungen auf sein Land. Sein strikter Glaube an die konfuzianische Gesellschaft bedeutete, dass keinerlei Innovation jeglicher Art während seiner Regentschaft erlaubt war, und wenn Rebellionen ausbrachen, war es seine erste Reaktion, die christlichen Missionare und ihre vietnamesischen Bekehrten dafür verantwortlich zu machen. Er erließ Gesetze, die die Verbreitung neuer Religionen verboten und hunderte Christen das Leben kosteten. Dies nutzte Frankreich später als Vorwand, um in Vietnam einzufallen und 1858 besetzten französische Truppen kurze Zeit Tourane mit der Forderung nach Beendigung der Verfolgungen. Das war der Beginn der französischen Kampagne der folgenden Jahre, Vietnam zu beobachten und für fast 100 Jahre zu kolonisieren.
Am Ende starb Minh Mạng und überließ den Thron seinem Sohn, Kaiser Thiệu Trị, der genauso ein rigider Konfuzianist und Ausländerfeind wie sein Vater war. Dennoch etablierte Minh Mạng während seiner Regentschaft eine effizientere Regierung, beendete eine Thai-Invasion und baute viele Nationalmonumente in der kaiserlichen Hauptstadt Huế. Seine Politik war einerseits erfolgreich, doch brachte sie Vietnam nach seinem Tod auch viele Schwierigkeiten.